# Caravan (filme)
Caravan  (Brasil: Paixão de Zíngaro ) é um filme norte-americano de comédia musical de 1934 dirigido por Erik Charell, lançado pela Fox Film Corporation, e estrelado por Charles Boyer, Loretta Young, Phillips Holmes e Jean Parker. A Fox também produziu um versão em  francês do filme, Caravane (1934) estrelando Annabella e Conchita Montenegro com Lou Tellegen em um papel secundário.

## Elenco
- Charles Boyer como Latzi
- Loretta Young como Countess Wilma
- Jean Parker como Timka
- Phillips Holmes como  Tenente von Takay
- Louise Fazenda como Miss Opitz
- Eugene Pallette como Gypsy Chief
- C. Aubrey Smith como Baron von Tokay
- Charley Grapewin como Notary
- Noah Beery como Innkeeper
- Dudley Digges como Administrador
- Billy Bevan como Sargento
- Lionel Belmore como Chefe da estação

## Roteiro
A jovem Countess Wilma (Young) é forçada a casar até a meia-noite ou perderá sua herança. Wilma impulsivamente escolhe o cigano vagabundo Latzi (Boyer), lhe oferecendo uma grande quantia em dinheiro se ele consentir. 
Engolindo seu orgulho, Latzi concorda com o casamento, mas logo Wilma se apaixona pelo jovem tenente von Tokay (Holmes) que está apaixonada pela cigana Timka (Parker).